# 차오싱청
차오싱청(중국어 정체자: 曹興誠, 웨이드-자일스: Tsao Hsing-cheng; 1947년 2월 24일 출생), 영문명 로버트로도 알려져 있는 그는 유나이티드 마이크로일렉트로닉스 코퍼레이션(UMC)의 설립자로 가장 잘 알려진 타이완의 억만장자 사업가이다. 그는 미술 평론가이자 수집가이다.

## 초기 생애 및 교육
차오싱청은 1947년 베이징에서 태어났다. 1년 반 후, 그의 아버지가 옛 일본 식민지에서 중국화 (문화) 운동의 일환으로 국공 내전(KMT) 중국어 교사 직업을 맡아 가족과 함께 국부천대 기간 동안 타이완으로 이주했다. 그는 여섯 형제 중 한 명이었다. 그는 국립 타이완 대학에서 전기 공학 및 경영학 학위를 받고 졸업했으며, 국립 자오퉁 대학에서 경영학 석사 학위를 취득했다.

## 경력

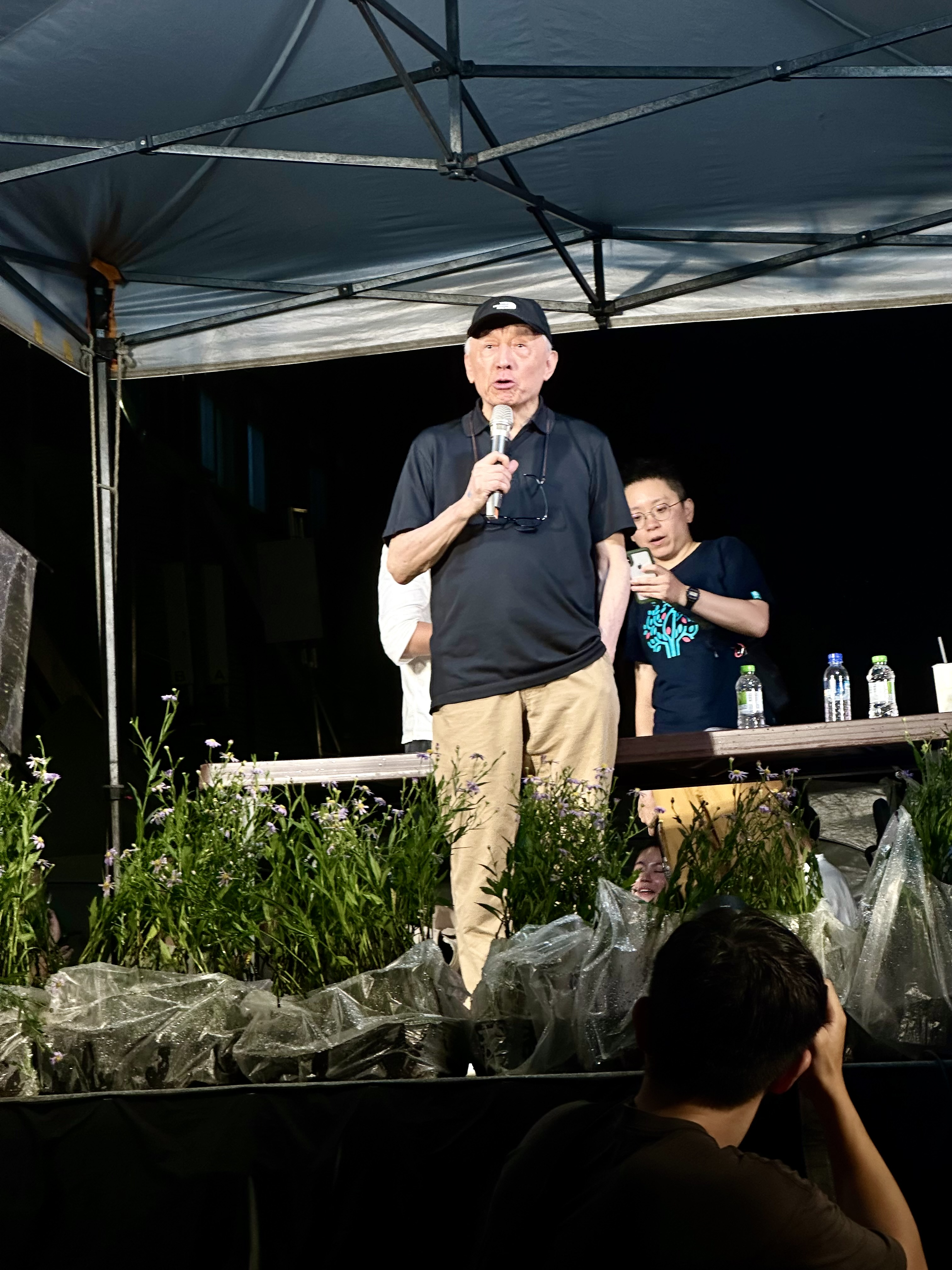
5월 21일 "민주주의 퇴행, 시민이 구하자" 집회에 참석한 로버트 차오

학교를 마친 후, 차오싱청은 공업기술연구원(ITRI)에서 일했다. 그는 1980년에 ITRI를 떠나 UMC를 설립했다.
1988년 그는 베이징을 방문하여 장쩌민을 만났다.
2001년, UMC는 장쑤성에 허젠 기술(쑤저우) 유한회사를 설립하며 중국으로 진출했다. 이로 인해 차오싱청은 2005년에 타이완의 기업 회계법 위반 혐의로 기소되었다. 그는 2010년 타이완고등법원에서 무죄 판결을 받았다.
차오싱청은 2019년 위안룽 공격 이후 중국에 환멸을 느끼게 되었다. 차오싱청은 "그때 저는 고위 중국 관리와 저녁 식사를 했습니다. 그는 저에게 경찰관과 협력하여 시위대를 폭행하기 위해 깡패를 고용하는 것이 진행 방식이며, 그러면 홍콩인들이 중국 정부에 저항하지 않을 것이라고 말했습니다."라고 회상했다. 뒤이은 위안룽 공격은 "중국 공산당의 진정한 얼굴, 즉 보통 사람들에게 폭력을 행사하는 깡패 정권을 보여주었습니다... 뜻대로 되지 않으면 그들의 해결책은 깡패를 고용하여 사람들을 폭행하는 것입니다." 그는 당시 홍콩에 살고 있었고, 이 공격 이후 그는 "홍콩 사람들은 거리 시위에서 평화적인 수단으로 자신들의 견해를 표현했지만, 중국 정부는 구타를 포함한 잔혹한 억압 수단을 사용했습니다. 그것은 정말 저를 화나게 했습니다. 그래서 저는 중국, 홍콩, 마카오에 다시는 가지 않겠다고 결심했습니다."라고 맹세했다.

## 미술품 수집
차오싱청은 저명한 미술품 수집가이다. 그는 1990년대에 비취를 수집하기 시작하여 고대 청동기로 확장했다. 처음 비취 조각들을 구입한 후 차오싱청은 광범위한 연구를 통해 자신이 구입한 모든 조각들이 위조품임을 발견했다.
2000년, 차오싱청은 조지프 라우로부터 건륭제 시대 유리 꽃병을 기록적인 홍콩달러 2,400만 달러에 구입했다. 2019년에 그는 이 꽃병을 홍콩달러 1억 8,000만 달러에 팔았다.
차오싱청은 주더취안의 후원자였다.
그의 컬렉션은 러충탕 컬렉션으로 알려져 있다.

## 자선 활동
2022년 미국 의회 대표단의 타이완 방문과 중국의 타이완에 대한 공격적인 군사 반응 이후, 차오싱청은 "자유, 민주주의, 인권을 수호"하기 위해 타이완 국방에 1억 달러를 기부하겠다고 약속했다. 그는 당초 민간 자위 민병대와 사격수를 훈련시키는 것을 목표로 했으나, 엄격한 타이완 총기법으로 인해 후자는 진행할 수 없었다. 대신, 응급처치, 재난 대응, 공개출처정보 분석, 자기방어 훈련을 제공하는 민간 방어 단체인 쿠마 아카데미에 자금을 지원하는 데 집중했다. 2024년 10월, 중국 국무원대만사무판공실은 아카데미 지원을 이유로 차오싱청과 선보양을 제재하고 "처벌"할 것이라고 밝혔다.

## 개인 생활
차오싱청에게는 타이완 시민권을 가진 두 아들이 있다.
2011년, 그는 싱가포르로 이주하여 타이완 시민권을 포기했다. 2022년, 차오싱청은 싱가포르 시민권을 포기하고 타이완 시민권을 회복했다.
차오싱청은 불교 신자이며, 그의 신앙은 즈강 선사의 영향을 받았다.

## 같이 보기
- 제로 데이 (타이완 TV 시리즈)